# Trisetum yunnanense
Trisetum yunnanense är en gräsart som beskrevs av Jindřich Chrtek. Trisetum yunnanense ingår i släktet glanshavren, och familjen gräs. Inga underarter finns listade i Catalogue of Life.